# Francesco Saverio Quadrio
Francesco Saverio Quadrio (Ponte in Valtellina, 1º dicembre 1695 – Milano, 21 novembre 1756) è stato un presbitero, storico e scrittore italiano.

## Biografia
All'età di 15 anni entrò nella Compagnia di Gesù. Dopo aver completato gli studi a Bologna ebbe la possibilità di conoscere il cardinale Prospero Lambertini, futuro Papa Benedetto XIV. Insegnò in diverse città italiane. Nel 1741 Benedetto XIV gli diede la possibilità di lasciare i Gesuiti, ritornare prete secolare e avere quindi libertà di viaggiare; si spostò in seguito anche a Parigi. A Milano viene invitato nell'Accademia dei Trasformati.
Poligrafo, scrisse componimenti in versi, opere di scienza, di storia e di critica letteraria. La sua prima composizione è "Il cavaliere errante", un poema eroicomico a noi sconosciuto poiché composto durante la sua giovinezza e poco tempo dopo distrutto. Anni dopo realizzò "Il mondo lunare scoperto", ma la sua opera più nota è "Della storia e della ragione di ogni poesia", di cui era già uscita nel 1734 una prima parte sotto pseudonimo; l'opera, che gli costò più di dieci anni di lavoro, è considerata fra i primi tentativi di una storia della letteratura italiana. Si ricorda di lui anche un'opera sulla Valtellina. Quadrio fu amico di Giulio Cesare Cordara, Andrea Zuccheri, Jacopo Belgrado e Giovanni Battista Noghera.